# کورچاتوف، روسیه
شهر کورچاتوف، روسیه (به روسی: Курчатов) در کشور روسیه و در اوبلاست کورسک واقع شده‌است.